# Vila de Cruces
Vila de Cruces là một đô thị trong tỉnh Pontevedra, Galicia, Tây Ban Nha.